# Tuberculobasis mammilaris
Tuberculobasis mammilaris là một loài chuồn chuồn kim trong họ Coenagrionidae.
Tuberculobasis mammilaris được Calvert miêu tả khoa học năm 1909.